# Zaleptus bimaculatus
Zaleptus bimaculatus is een hooiwagen uit de familie Sclerosomatidae.